# Wolfgang Renner (General)
 Wolfgang Renner (* 3. Februar 1959 in Kulmbach) ist ein Generalmajor der Luftwaffe der Bundeswehr außer Dienst. Zuletzt war er Commander NATO Communications and Information Systems Group und Deputy Chief of Staff Cyberspace im Supreme Headquarters Allied Powers Europe (SHAPE) in Mons (Belgien).

## Militärische Laufbahn

### Ausbildung und erste Verwendungen
Wolfgang Renner trat 1977 in die Bundeswehr ein. Nach Grundausbildung und Offizierslehrgang an der Offizierschule der Luftwaffe in Fürstenfeldbruck absolvierte er von 1978 bis 1981 ein Studium der Elektro-/Nachrichtentechnik an der Universität der Bundeswehr München. Nach der anschließenden Ausbildung zum Fernmeldeoffizier folgten Verwendungen als Zugführer und Staffelchef sowie als S 6-Offizier. Von 1990 bis 1992 nahm Renner am Generalstabsdienstlehrgang an der Führungsakademie der Bundeswehr in Hamburg teil.

### Dienst als Stabsoffizier
Nach Verwendungen als Abteilungsleiter A 6 und Dezernatsleiter A 3a bei der 4. Luftwaffendivision in Aurich wurde Renner 1995 in das Bundesministerium der Verteidigung (BMVg) in Bonn versetzt. Bis 1997 war er als Referent im Führungsstab der Luftwaffe (Fü L III 5 – Fernmelde, Fernmelde- und Elektronische Aufklärung, Elektronische Kampfführung) tätig, anschließend bis 2001 als Stabsoffizier beim Chef des Stabes Fü L. Daran schloss sich eine Verwendung als „Executive Officer“ bei der NATO AWACS Program Management Agency in Brunssum (Niederlande) an. In der nächsten Funktion war er von 2004 bis 2005 erneut als Referent im BMVg tätig, diesmal im Führungsstab der Streitkräfte (Fü S V 1 – Einsatzgrundlagen NATO, EU, National). 2005 wechselte er als Abteilungsleiter G 6 zum Wehrbereichskommando II nach Mainz. Während dieser Verwendung war er auch als Branch Chief J 6 und Dienstältester Deutscher Offizier im Hauptquartier KFOR in Priština (Kosovo) eingesetzt. 2007 wechselte er als Abteilungsleiter G 3 zum Streitkräfteunterstützungskommando nach Köln-Wahn. Ab 2008 übernahm er die Verantwortung für die Unterstützung der Einsätze als Arbeitsbereichsleiter im Einsatzführungsstab des Bundesministeriums der Verteidigung in Berlin. 2012 wurde er Büroleiter beim Abteilungsleiter „Führung Streitkräfte“ im BMVg in Bonn.

### Dienst als General
Vom 1. Januar 2013 bis 8. März 2018 war Renner Kommandeur des Betriebszentrums IT-System der Bundeswehr in Rheinbach. Nach Vorbereitung seit März 2018 wurde Renner zum 1. April 2018, unter Beförderung zum Generalmajor, Commander NATO Communications and Information Systems Group und Deputy Chief of Staff Cyberspace beim Supreme Headquarters Allied Powers Europe (SHAPE) der NATO in Mons (Belgien). Er löste auf diesem Dienstposten Generalmajor Walter Huhn ab. Mit Ablauf des 31. März 2021 trat Renner in den Ruhestand.

### Auszeichnungen
- Einsatzmedaille der Bundeswehr – Bronze (KFOR)
- Non Article 5 Einsatzmedaille der NATO
- Ehrenkreuz der Bundeswehr – Gold

## Privates
Renner ist verheiratet und hat einen Sohn.